# 148년

## 연호
- 후한(後漢) 건화(建和) 2년

## 기년
- 후한(後漢) 환제(桓帝) 2년
- 신라(新羅) 일성 이사금(逸聖泥師今) 15년
- 고구려(高句麗) 차대왕(次大王) 3년
- 백제(百濟) 개루왕(蓋婁王) 21년

## 사건
- 차대왕이 태조왕의 맏아들 고막근을 살해하다.

## 사망
- 고구려(高句麗)의 태자(太子) 고막근(高莫勤)
- 고구려(高句麗)의 태자(太子) 고막덕(高莫德)